# Inchanga virgiliae
Inchanga virgiliae är en kräftdjursart som beskrevs av Barnard 1932. Inchanga virgiliae ingår i släktet Inchanga och familjen Porcellionidae. Inga underarter finns listade i Catalogue of Life.